# Ruben vs Sophie
Ruben vs Sophie was een televisieprogramma van BNN dat werd uitgezonden in de jaren 2008 tot en met 2012. Ruben Nicolai en Sophie Hilbrand streden tegen elkaar door middel van verschillende opdrachten. Het programma was een vervolg op Katja vs De Rest en kreeg in 2013 een vervolg met het programma Ruben vs Katja.
Het eerste seizoen van Ruben vs Sophie vond plaats in 2008. Ruben Nicolai en Sophie Hilbrand streden tegen elkaar om wie de meest complete mens, een echte homo universalis was. Op 13 december 2011 ging de tweede serie van start met als ondertitel: "Ruben vs Sophie in L.A.". Zoals de ondertitel al vermeldt, speelde deze serie volledig in Los Angeles af. De derde serie begon op 12 november 2012. Terug op Hollandse bodem gaat het in deze serie om wie zich de beste Nederlander mag noemen.

## Seizoen 1 (2008)
Aflevering 1 (21 november 2008)
- Opdracht: Wie kan Filemon Wesselink het snelste vinden?
- Kijkcijfers: 522.000
- Omschrijving: Ruben en Sophie worden in Rome voor het Colosseum neergezet met de opdracht om Filemon Wesselink te vinden. Ze moeten dit echter zonder geld en mobiele telefoons doen. De opdracht leidt ze door Europa aan de hand van het leven van Leonardo da Vinci
- Winnaar: Ruben (1-0)

Aflevering 2 (28 november 2008)
- Opdracht: Wie organiseert het beste een modeshow?
- Kijkcijfers: 821.000
- Omschrijving: In 2 dagen moeten Ruben en Sophie een modeshow organiseren. Hiervoor moeten ze zelf modellen, muziek en kleding regelen
- Winnaar: Sophie (1-1)

Aflevering 3 (5 december 2008)
- Opdracht: Wie is het beste in de Moderne vijfkamp?
- Kijkcijfers: 307.000
- Omschrijving: In 2 dagen tijd moeten Ruben en Sophie alle sporten van de Moderne vijfkamp beoefenen: pistoolschieten, zwemmen, paardrijden, schermen en hardlopen. Sophie won alleen het zwemmen. Ruben won de overige 4 onderdelen en daarmee de Moderne Vijfkamp
- Winnaar: Ruben (2-1)

Aflevering 4 (12 december 2008)
- Opdracht: wie is de beste ondernemer?
- Kijkcijfers: 875.000
- Omschrijving: In 2 dagen tijd moeten Ruben en Sophie zo veel mogelijk winst maken in 2 horecabedrijven in Den Haag. Ruben moet dit doen in een modern café en Sophie moet dit doen in een bruine kroeg. Ze krijgen hiervoor 1500 euro als startgeld. Ze mogen geen extra geld lenen en ze mogen niets gratis regelen. Behalve de meubels hebben ze helemaal niets. Ze moeten dus zorgen voor personeel, inkopen, entertainment etc.
- Winnaar: Sophie (2-2)

Aflevering 5 (19 december 2008)
- Opdracht: wie is de beste entertainer?
- Kijkcijfers: 816.000
- Omschrijving: Ruben en Sophie moeten een lied componeren en daarna moeten ze het zelf zingen in een volle zaal in het uitgaansgelegenheid Panama in Amsterdam. Ze mogen eventueel zelf een band samenstellen, maar ze mogen van bestaande bands maar 1 muzikant vragen. Uiteindelijk zal de winnaar bepaald worden door een jury bestaande uit Henkjan Smits, Stacey Rookhuizen en Leo Blokhuis
- Winnaar: Sophie (2-3)

Aflevering 6 (26 december 2008)
- Opdracht: Wie is de beste advocaat?
- Kijkcijfers: 522.000
- Omschrijving: Ruben en Sophie moeten als advocaat voor een rechtbank hun klanten verdedigen, respectievelijk de Kerstman en Sinterklaas. De rechtszaak draait om het gegeven dat Nederland te klein is voor 2 kindervrienden. De winnende partij mag blijven. De verliezende partij moet het land verlaten
- Winnaar: Ruben (3-3)

### Eindstand
De eindstand is 3-3 geworden. Ruben en Sophie worden beiden als eindwinnaar aangewezen en zijn daarmee samen de homo universalis. Ze krijgen een beker uit handen van voormalig officier van justitie en Tweede Kamerlid voor de VVD, Fred Teeven, die rechter was tijdens de laatste aflevering.

## Seizoen 2 (2011-2012)
| Afl. | Datum            | Opdracht                                         | Tussenstand | Kijkcijfers |
| ---- | ---------------- | ------------------------------------------------ | ----------- | ----------- |
| 1    | 13 december 2011 | Wie is het beste met sterren?                    | 0-1         | 488.000     |
| 2    | 20 december 2011 | Wie maakt de beste actiefilm?                    | 1-1         | 438.000     |
| 3    | 27 december 2011 | Wie is de beste rapper?                          | 1-2         | 514.000     |
| 4    | 3 januari 2012   | Wie heeft het beste oog voor American Beauty     | 1-3         | 544.000     |
| 5    | 10 januari 2012  | Wie haalt het meeste geld op voor de daklozen?   | 2-3         | 596.000     |
| 6    | 17 januari 2012  | Wie behaalt de meeste punten met een bucketlist? | 2-4         | 644.000     |
| 7    | 24 januari 2012  | Wie is de beste in Las Vegas?                    | 3-4         | 647.000     |

### Eindstand
Ruben won deze reeks 3 afleveringen en Sophie won 4 afleveringen. Dit maakt Sophie tot winnaar van deze serie

## Seizoen 3 (2012)
| Afl. | Datum            | Opdracht                                | Tussenstand | Kijkcijfers |
| ---- | ---------------- | --------------------------------------- | ----------- | ----------- |
| 1    | 12 november 2012 | Wie is de beste handelaar?              | 1-0         | 455.000     |
| 2    | 19 november 2012 | Wie maakt de beste musical?             | 1-1         | 447.000     |
| 3    | 26 november 2012 | Wie is de beste kunstenaar?             | 2-1         | 511.000     |
| 4    | 3 december 2012  | Wie verovert Nederland?                 | 2-2         | 465.000     |
| 5    | 10 december 2012 | Wie is de beste tv-maker?               | 2-3         | 567.000     |
| 6    | 17 december 2012 | Wie is de beste man/vrouw van het volk? | 3-3         | 466.000     |

### Eindstand
Ruben won deze reeks 3 afleveringen en Sophie won 3 afleveringen. Ruben en Sophie worden beiden als eindwinnaar aangewezen.

## Eindstand
Na 3 seizoenen, staat Sophie  voor. Seizoen 1 was gelijkspel, seizoen 2 werd gewonnen door Sophie waarna seizoen drie wederom in remise eindigde. In totaal won Ruben 9 afleveringen en Sophie 10 afleveringen.
| Seizoen | Uitzendjaar | Aflevering | Aflevering | Aflevering | Aflevering | Aflevering | Aflevering | Aflevering | Seizoen gewonnen door |
| Seizoen | Uitzendjaar | 1          | 2          | 3          | 4          | 5          | 6          | 7          | Seizoen gewonnen door |
| ------- | ----------- | ---------- | ---------- | ---------- | ---------- | ---------- | ---------- | ---------- | --------------------- |
| 1       | 2008        |            |            |            |            |            |            |            | Onbeslist 3-3         |
| 2       | 2011 - 2012 |            |            |            |            |            |            |            | Sophie 4-3            |
| 3       | 2012        |            |            |            |            |            |            |            | Onbeslist 3-3         |

| Verklaring                      |
| ------------------------------- |
| aflevering gewonnen door Ruben  |
| aflevering gewonnen door Sophie |
| geen 7e aflevering              |